# Jerzy Ficowski
Jerzy Ficowski (/ˈjɛʐɨ fiˈt͡sɔfskʲi/, né le 4 octobre 1924 à Varsovie, où il est mort le 9 mai 2006, est un ethnologue spécialiste des cultures populaires juive et tsigane et homme de lettres polonais, essayiste, parolier, poète et traducteur du yiddish, du russe, du romani, du hongrois, du français et du roumain. Il a participé pendant la Deuxième Guerre mondiale à l'Insurrection de Varsovie comme combattant de l'Armée de l’intérieur (Armia Krajowa) sous le pseudonyme de Wrak.

## Biographie
Jerzy Tadeusz Ficowski poursuit sa scolarité pendant la guerre dans un lycée clandestin de Varsovie. En 1943, il est arrêté pendant quelques semaines et est détenu à la prison de Pawiak. En août 1944 il prend part à l'Insurrection de Varsovie en contre les occupants allemands. Avec les autres survivants de l'insurrection il est emmené en captivité en Allemagne.
Après la guerre, il retourne à Varsovie et fait des études de philosophie et de sociologie à l'Université de Varsovie. En 1948, il publie son premier ouvrage poétique Ołowiani żołnierze (Les soldats de plomb).
Afin d'échapper à la persécution par la police politique du système stalinien, il est abrité de 1948 à 1950 par la communauté rrom Polska Roma. Il apprend leur langue, étudie leurs coutumes et leur histoire. Cela lui permettra de publier en 1953, un ouvrage de référence sur la culture rrom polonaise. Il y cite des poèmes, traduits en polonais, de Bronisława Wajs, dite Papusza, une poétesse rrom à laquelle il voue une profonde admiration, et avec laquelle il noue amitié, la soutenant toute sa vie durant, en dépit du rejet dont tous deux feront l'objet, par la communauté Polska Roma, à la suite de la publication des poèmes de Papusza Wajs dans un recueil. Ficowski adhère à cette époque à la Gypsy Lore Society.
Il est également un expert dans la poésie populaire juive (publication du volume Rodzynki z migdałami (Raisins secs et amandes) en 1964) et un éminent spécialiste de l'œuvre de Bruno Schulz, il publie également des traductions de Federico Garcia Lorca.
Dans les années 1960, il écrit des paroles de chanson qui connaissent un grand succès dans les interprétations de chanteurs populaires comme Katarzyna Bovery, Michaj Burano (pl), Dżamble (pl), Anna German, Kalina Jędrusik, Stanisław Jopek (pl), Herbert Renn, Waldemar Kocoń (pl), Stenia Kozłowska (pl), Jolanta Kubicka (pl), Halina Kunicka (pl), Kwartet Warszawski, Masio Sylwester Kwiek, Maryla Lerch, Aneta Łastik, Halina Łukomska, Państwowy Zespół Ludowy Pieśni i Tańca "Mazowsze", Jerzy Michotek (pl), Regina Pisarek (pl), Ewa Podleś, Jerzy Połomski (pl), Jadwiga Prolińska, Sława Przybylska, Randia, Maryla Rodowicz, Rena Rolska (pl), Hanna Rumowska, Irena Santor, Jarema Stępowski (pl), Mieczysław Wojnicki (pl). Il est primé au Festival de Sopot (en 1961) et au Festival d'Opole (en 1970).
Aux côtés d’Adam Michnik et Jacek Kuroń, Jerzy Ficowski est en juin 1976 un des fondateurs du mouvement d’opposition KOR.

## Œuvres

### Poésie
- Ołowiani żołnierze (1948)
- Zwierzenia (1952)
- Po polsku (1955)
- Moje strony świata (1957)
- Amulety i definicje  (1960)
- Pismo obrazkowe (1962)
- Ptak poza ptakiem (1968)
- Makowskie bajki (1959, avec des illustrations de Tadeusz Makowski)
- Odczytanie popiołów (1980, édité en samizdat)
  - en français : Déchiffrer les cendres, 1re édition : Plasma, 1981  (ISBN 978-2-90137682-8), 1re édition : Est-Ouest Internationales, 2005 postface : Anna Kamienska, photographies : Marc Sagnol, traduction de Jacques Burko  (ISBN 978-2-95166274-2)
- Errata (1981)
- Śmierć jednorożca (1981)
- Przepowiednie. Pojutrznia (1983)
- Inicjał (1994)
- Mistrz Manole i inne przekłady (2004)
- Zawczas z poniewczasem, (2004)
- Pantareja (2006)
- Recueil en français : Tout ce que je ne sais pas, Buchet-Chastel, 2005 (Collection : Poésie)  (ISBN 978-2-28302127-9)

### Paroles de chansons
- Andaluzyjska romanca (musique de Roman Sielicki)
- Ballada cygańska (Wezmę w drogę złoty księżyc; musique de M. Święcicki)
- Ballada o niebie i ziemi (musique de R. Czubaty)
- Bezdomna muzyczka (musique de Marek Sart (pl))
- Cygańska letnia noc (musique de Stefan Rembowski (pl))
- Cztery karty (musique d'Anna German)
- Dziewczęta z Nowolipek (musique de Leszek Bogdanowicz (pl))
- Furman (musique de Tadeusz Sygietyński)
- Jadą wozy kolorowe (musique de Stefan Rembowski (pl))
- Mój generał ołowiany (musique d'Anna German)
- Naga rzeka (musique de J. Horwath, Andrzej Zaucha)
- Odejdziesz i tak (musique de Władysław Szpilman)
- Serenada, serenada (musique de Jerzy Harald (pl))
- Syg, Sygedyr (musique de Marek Sart (pl))
- Szlifierz warszawski (musique de Stefan Rembowski (pl))
- Wiatr mieszka w dzikich topolach (musique de M. Sewen)
- Woziwoda (musique de Marek Sart (pl))
- Znajoma uliczka (musique de Jerzy Harald (pl))

### Autres
- Cyganie polscy (1953)
- Cyganie na polskich drogach (1965, 1974, 1985)
- Gałązka z drzewa słońca (1961)
  - en français Le Rameau de l'arbre du soleil (Contes tsiganes), traduit par Małgorzata Sadowska-Daguin, 1990, préface de Robert Escarpit  (ISBN 2904201041)
- Rodzynki z migdałami (1964)
- Regiony wielkiej herezji (1967; éditions nouvelles en 1975, 1992, 2002)
  - en français : Les régions de la grande hérésie : Portrait de Bruno Schulz, Noir sur Blanc, 2004)  (ISBN 978-2-88250135-6)
- Okolice sklepów cynamonowych (1986)
- Demony cudzego strachu (1986)
- Cyganie w Polsce. Dzieje i obyczaje (1989)